# Carl Ferdinand Plump
Carl Ferdinand Plump (* 1800 in Bremen; † 1868 in Bremen) war ein deutscher Bankkaufmann, Mitgründer des Unternehmens Rösing & Plump, heute Bankhaus Carl F. Plump & CO.

## Biografie
Die Familie Plump ist eine alte Familie im Erzstift Bremen, darunter waren Ritter, Bauern, Bürger und Kaufleute.

Im November 1817 eröffnete Johannes Rösing in der Langenstraße Nr. 143 ein „Comptoirs“ für den Export von Leinen. 
Elisabeth Rösing geb. Plump war die Schwester von Plump. 1828 eröffneten er und Rösing das Wechselgeschäft Rösing & Plump. 1839 stand im Bremer Adressbuch der Eintrag: „Linnenhandlung und Wechselgeschäft“ Rösing & Plump. Der starke Rückgang des Leinenexports führte zu einer Konzentration auf das Wechselgeschäft. Es bestanden Bankverbindungen zu Rothschild in Paris und Frankfurt am Main. Die Geschäftsbank führte zunehmend Waren- und Wechseldiskontgeschäfte durch. Nachdem Rösing 1842 politisch verfolgt ausgeschieden war, hieß das Unternehmen Bankhaus Carl F. Plump & Co mit Sitz in der Langenstraße Nr. 19. Plump konzentrierte sich auf das Wechselgeschäft sowie auf Kreditvergabe an die Stadt Bremen und Beteiligungen an Großunternehmen. 1857 war die Bank einer der ersten Aktionäre des gegründeten Norddeutschen Lloyds.
Von 1828 bis 1900 und zwischen 1955 und 1991 war die Bremer Familie Plump an der Bank beteiligt. Die Bank zog 1960 in den Neubau Am Markt Nr. 19 am Bremer Marktplatz. 1999 übernahm die Hamburger Privatbank M.M.Warburg & CO 51 % der Anteile und seit 2016 ist die Bank ihre Zweigniederlassung.
Der Jurist, Rechtsanwalt und Kommunalpolitiker Ernst Ferdinand Plump war sein Sohn.